# Rečkov
Rečkov este o arie protejată (arie specială de conservare — SAC, sit de importanță comunitară — SCI) din Republica Cehă întinsă pe o suprafață de 29,33 ha, integral pe uscat.

## Localizare
Centrul sitului Rečkov este situat la coordonatele 50°29′54″N 14°54′16″E / 50.498333°N 14.904444°E.

## Înființare
Situl Rečkov a fost declarat sit de importanță comunitară în aprilie 2005 pentru a proteja 1 specie de plante și 1 specie de animale. Situl a fost protejat și ca arie specială de conservare în iulie 2012.

## Biodiversitate
Situată în ecoregiunea continentală, aria protejată conține 2 habitate naturale: Mlaștini turboase de tranziție și turbării mișcătoare, Mlaștini alcaline.
La baza desemnării sitului se află mai multe specii protejate:
- plante (1): curechi de munte (Ligularia sibirica)
- nevertebrate (1): Vertigo moulinsiana